# Frans Maassen
Frans Maassen (Haelen, 27 de gener de 1965) és un ciclista neerlandès, ja retirat, que fou professional entre 1987 i 1995. En el seu palmarès destaca una victòria d'etapa al Tour de França de 1990, l'Amstel Gold Race de 1991, el campionat nacional en ruta de 1989 i dues edicions de la Volta a Bèlgica.
Des del 1999, Maassen formà part de l'equip directiu de l'equip Rabobank ProTeam, actual Team Visma-Lease a Bike.

## Palmarès
- 1985
  - Vencedor d'una etapa al Tríptic de les Ardenes
- 1986
  - 1r a la Lieja-Bastogne-Lieja sub-23
  - Vencedor de 2 etapes del Tour de Lieja
- 1987
  - 1r al Circuit Mandel-Lys-Escaut
  - Vencedor d'una etapa de la Volta a Dinamarca
- 1988
  - 1r a la Volta a Bèlgica i vencedor de 2 etapes
  - Vencedor d'una etapa del Tour de Romandia
  - Vencedor d'una etapa del Critèrium del Dauphiné Libéré
  - Vencedor d'una etapa de la Volta a la Comunitat Valenciana
  - Vencedor d'una etapa de l'Étoile de Bessèges
- 1989
  -  Campió dels Països Baixos en ruta
  - 1r a la Wincanton Classic
  - Vencedor d'una etapa de la Volta a Bèlgica
- 1990
  - 1r a la Volta a Bèlgica i vencedor de 2 etapes
  - 1r a l'Étoile de Bessèges i vencedor d'una etapa
  - 1r al Gran Premi de Fourmies
  - 1r al Gran Premi Eddy Merckx
  - 1r a la Fletxa Brabançona
  - Vencedor d'una etapa dels Tour de França
  - Vencedor de 2 etapes de la Volta a Suècia
- 1991
  - 1r a l'Amstel Gold Race
  - 1r a la Volta als Països Baixos i vencedor d'una etapa
  - Vencedor de 2 etapes dels Quatre dies de Dunkerque
  - Vencedor d'una etapa de la Volta a la Comunitat Valenciana
- 1992
  - 1r als Tres dies de La Panne
  - Vencedor de 2 etapes de la Volta a Luxemburg
  - Vencedor d'una etapa del Gran Premi del Midi Libre
  - Vencedor d'una etapa dels Quatre dies de Dunkerque
- 1993
  - 1r al Gran Premi Jef Scherens
  - Vencedor d'una etapa del Gran Premi del Midi Libre
  - Vencedor d'una etapa de la Volta a Andalusia
- 1994
  - 1r a la Volta a Luxemburg i vencedor d'una etapa
  - Vencedor d'una etapa als Tres dies de La Panne

### Resultats al Tour de França
- 1988. 126è de la classificació general.  1r de la Classificació dels esprints intermedis
- 1989. 103è de la classificació general
- 1990. 64è de la classificació general. Vencedor d'una etapa
- 1991. 129è de la classificació general
- 1992. 91è de la classificació general
- 1993. 106è de la classificació general
- 1994. Abandona (7a etapa)
- 1995. 97è de la classificació general